# Günther Wagenlehner
Günther Wagenlehner (* 19. November 1923 in Oederan; † 25. Juni 2006 in Bonn) war ein deutscher Politikwissenschaftler. 

## Biografie
Wagenlehner nahm ab 1941 aktiv am Zweiten Weltkrieg teil und geriet 1945 als Leutnant der Wehrmacht in britische Kriegsgefangenschaft. Nach seiner Entlassung ging er zurück nach Oederan und wurde dort am 15. August 1945 von NKWD-Offizieren verhaftet. Er kam in die Speziallager Bautzen und Mühlberg. Nach einem Fluchtversuch 1946 und seinem Protest gegen eine Verlängerung der Gefangenschaft 1948 wurde er 1949 zu 25 Jahren Zwangsarbeit in einem Straflager in der Sowjetunion verurteilt. Wagenlehner kehrte nach zehn Jahren im Oktober 1955 nach Deutschland zurück.
Sofort nach seiner Rückkehr 1955 studierte Wagenlehner Politische Wissenschaften, Soziologie, Geschichte und Volkswirtschaft in Hamburg. Dort wurde er mit seiner Arbeit Lenin zwischen Staat und kommunistischer Gesellschaft zum Dr. phil. promoviert. Danach arbeitete er im Führungsstab des Bundesministeriums der Verteidigung als Regierungsdirektor. Dort war zuständig für die Presseanalyse der Medien des Warschauer Paktes und für psychologische Verteidigung. In dieser Eigenschaft war er von 1972 bis zur Auflösung 1990 Vorstandsmitglied der Studiengesellschaft für Zeitprobleme. 
1962 war Wagenlehner Gründungsmitglied der Vereinigung Europäischer Journalisten und war später 28 Jahre lang ihr Präsident.  
Mit Helmut Kohl reiste er 1992 nach Moskau, wo es ihm gelang, Kontakt zu den staatlichen Archiven herzustellen, die Akten über frühere Verurteilungen deutscher Kriegsgefangener aufbewahrten. Um diese Daten zu bearbeiten, gründete er 1993 in Bonn das Institut für Archivauswertung.
Im Jahr 2003 erhielt er den Friedlandpreis der Heimkehrer.

## Werke
- Das sowjetische Wirtschaftssystem und Karl Marx. 1960
- Lenin zwischen Staat und kommunistischer Gesellschaft. 1961
- Kommunismus ohne Zukunft: das neue Programm der KPdSU. 1962
- Die sowjetische Rechtfertigung der Intervention in der ČSSR. 1968
- Eskalation im Nahen Osten: die politische und psychologische Problematik eines Konflikts. 1968
- Staat oder Kommunismus: Lenins Entscheidung gegen die kommunistische Gesellschaft. 1970
- Wem gehört die Sowjetunion? Die Herrschaft der Dreihunderttausend. 1980
- Abschied vom Kommunismus: der Niedergang der kommunistischen Idee von Marx bis Gorbatschow. 1987
- Die Akten der SMT-verurteilten Deutschen – Archivauswertung in Moskau. (pdf; 322 kB) In: Unrecht überwinden–SED-Diktatur und Widerstand. Herausgegeben von der Konrad-Adenauer-Stiftung, 1996, S. 47–58 (ISBN 3-931-575-17-9).
- mit Klaus-Dieter Müller, Konstantin Nikischkin (Hrsg.): Die Tragödie der Gefangenschaft in Deutschland und in der Sowjetunion 1941–1956 (= Schriften des Hannah-Arendt-Instituts für Totalitarismusforschung. Bd. 5). Böhlau, Köln u. a. 1998, ISBN 3-412-04298-6.
- (Hrsg.) Die deutsche Frage und die internationale Sicherheit, 1988, Bernard & Graefe Verlag, ISBN 978-3-763758494
- Die russischen Bemühungen um die Rehabilitierung der 1941–1956 verfolgten deutschen Staatsbürger: Dokumentation und Wegweiser. (= Gesprächskreis Geschichte; 29). Friedrich-Ebert-Stiftung, Bonn, 1999 (ISBN 3-86077-855-2).